# Осипенко-Радомська Інна Володимирівна
Інна Володимирівна Осипенко-Радомська (нар. 20 вересня 1982, с. Новорайськ, Бериславський район, Херсонська область) — українська веслувальниця на байдарках, чемпіонка Олімпійських ігор в Пекіні, срібна медалістка на Олімпійських іграх у Лондоні у веслуванні на байдарці-одиночці (дистанція 500 і 200 метрів) та бронзова медалістка Олімпійських ігор в Афінах у складі жіночої четвірки, чемпіонка світу в Познані (Польща) К1 500 метрів. Заслужений майстер спорту. Експертною комісією Національного Олімпійського комітету її було вибрано найкращою спортсменкою 2010 року в Україні.

## Спортивні досягнення
Інна Осипенко-Радомська виступає за товариства «Україна» — «Динамо» (Київська область). Перший тренер, що працює з нею і досі — Сергій Дубінін. Також її тренує Маргарита Бобильова.
На Олімпійських іграх 2004 року в Афінах Осипенко-Радомська виграла бронзу у складі української жіночої команди-четвірки на байдарці.
На літніх Олімпійських іграх в Пекіні у 2008 році вона стала чемпіонкою на одиночній байдарці, показавши у фінальному заїзді час 1:50,673, випередивши при цьому італійку Жозефу Ідем (1:50,677) усього лише на 4 тисячних секунди. Третьою стала Катрін Вагнер-Августін (1:51,022).
На Олімпійських іграх 2012 року в Лондоні Осипенко-Радомська виграла дві срібні нагороди в одиночних змаганнях на дистанціях 500 і 200 метрів.
На Олімпійських іграх 2016 року в Ріо-де-Жанейро здобула бронзову медаль на дистанції 200 метрів, представляючи Азербайджан.
Згодом повернулася до України, де після завершення професійної кар'єри займалася тренерською діяльністю.
Після початку широкомасштабного вторгнення виїхала до Словаччини, де тренує українських дітей-біженців. Батьківська хата чемпіонки на Херсонщині, в якій вона народилася, була зруйнована окупантами.

## Державні нагороди
- Орден «За заслуги» II ст. (15 серпня 2012) — за досягнення високих спортивних результатів на XXX літніх Олімпійських іграх у Лондоні, виявлені самовідданість та волю до перемоги, піднесення міжнародного авторитету України[7]
- Орден «За заслуги» III ст. (4 вересня 2008) — за досягнення високих спортивних результатів на XXIX літніх Олімпійських іграх в Пекіні (Китайська Народна Республіка), виявлені мужність, самовідданість та волю до перемоги, піднесення міжнародного авторитету України[8]
- Орден княгині Ольги III ст. (18 вересня 2004) — за досягнення значних спортивних результатів на XXVIII літніх Олімпійських іграх в Афінах, піднесення міжнародного авторитету України[9]

## Особисте життя
Навчалася в Київському спортінтернаті. Має вищу освіту, закінчила Національний університет фізичного виховання і спорту України. Проживала в Києві. До Вінниці переїхала до чоловіка Дмитра, живе та тренується у Вінниці. Одружена, виховує доньку. Хобі — комп'ютер та інтернет.

## Виноски
1. ↑  Олімпійська чемпіонка Осипенко-Радомська відмовилася від України
2. ↑  Профіль на сайті Олімпійських ігор 2012(англ.)
3. ↑  http://www.wz.lviv.ua/pages.php?atid=88667%5Bнедоступне+посилання+з+листопадаа+2019%5D
4. ↑  Інна Осипенко-Радомська: Відновила заняття на десятий день після пологів[недоступне посилання з липня 2019]
5. ↑  «Осипенко-Радомська принесла Україні друге срібло з веслування» УНІАН 11.08.2012
6. ↑  «Більше немає хати, де я виросла». Олімпійська чемпіонка Інна Осипенко-Радомська — про рідне село на Бериславщині
7. ↑  Указ Президента України від 15 серпня 2012 року № 474/2012 «Про відзначення державними нагородами України»
8. ↑  Указ Президента України № 804/2008 від 4 вересня 2008 року «Про відзначення державними нагородами України спортсменів, тренерів та фахівців національної збірної команди України на XXIX літніх Олімпійських іграх»
9. ↑  Указ Президента України № 1104/2004 від 18 вересня 2004 року «Про відзначення державними нагородами України спортсменів національної збірної команди України на XXVIII літніх Олімпійських іграх»
10. ↑  Презентація Київського спортінтернату[недоступне посилання з вересня 2019]